# Црква Свете великомученице Марине у Југовцу
Црква Свете великомученице Марине у Југовцу, насељеном месту на територији града Прокупља, припада Епархији нишкој Српске православне цркве. Црква је подигнута у периоду од 1933. до 1935. године и посвећена је Светој великомученици Марини.
Храм је подигнут на месту где је 1892. године Глигорије Јевтић из Пећи пронашао темеље старог храма. Поред храма налази се 12 споменика и тела 23 мештана села Југовац које су Бугари побили у Другом светском рату.